# Андреа Доріа
Андреа Доріа (італ. Andrea Doria; 30 листопада 1466, Онелья — 25 листопада 1560, Генуя) — генуезький адмірал і державний діяч.

## Життєпис

### Ранні роки життя
Доріа походив із старовинної генуезької аристократичної родини Доріа. Його батьками були Чева Доріа (Ceva Doria), лорд Онельї, і Каракоза Доріа (Caracosa Doria). Доріа рано осиротів, став солдатом, служив спочатку в охороні Папи римського Інокентія VIII, потім у королів Неаполя Фердинанда I й Альфонса II та різних італійських принців.
У 1503—06 роках воював на Корсиці у складі генуезької армії. Генуя у той час була васалом Франції, і Доріа брав участь в повстанні Генуї проти влади французів. З того часу до нього почала приходити слава військово-морського командувача. У 1513 році Доріа став на чолі генуезьких галер. Протягом кількох років генуезький флот під командуванням Доріа патрулював води Середземного моря, брав участь у війні з турками і боровся з піратами.

### Війна між Францією і Священною Римською імперією
В період Італійських воєн Генуя була підпорядкована то Франції, то Мілану, в 1522 році потрапила під владу Священної Римської імперії. Цього року Доріа перейшов на службу до французького короля Франциска I (служив у нього в 1522–25 і 1527–28 роки). Від нього Доріа отримав звання генерал-капітана. У 1524 році звільнив Марсель, обложений військами імператора.
Незадоволений діями Франциска I, який скупо платив за службу і затягував обіцяну передачу Савони Генуї, Доріа після закінчення терміну свого контракту перейшов на службу до імператора Карла V.

### Відновлення Генуезької республіки

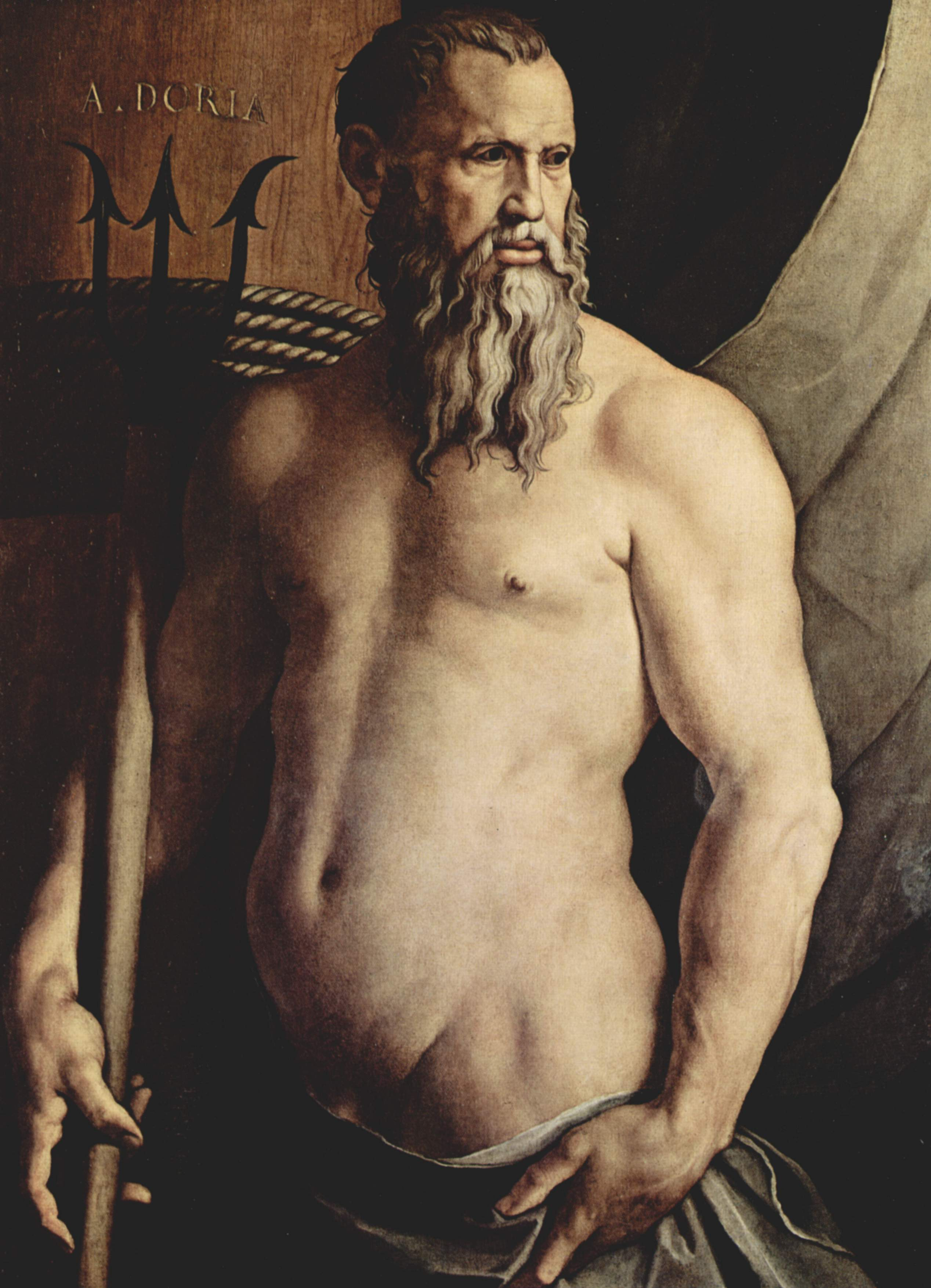
Андреа Доріа в образі бога Нептуна, портрет роботи Бронзіно

У 1528 році Доріа прибув до Генуї й за допомогою видних міщан і імперських військ вигнав французів з міста, відновив республіку під заступництвом імператора. Конституцією, введеною Доріа в республіці, встановлювалося правління патриціату, у владних структурах стали служити вихідці зі Священної Римської імперії, влада угрупувань, що контролювали раніше окремі райони міста, була ліквідована. Влада дожів була обмежена, термін їхніх посадових обов'язків був скорочений з довічного до дворічного. Сам Доріа фактично став правителем держави, його вплив на політику в республіці був значним. У володіння йому було надано два палаци, багато привілеїв, він отримав титул Визволителя і Батька Вітчизни (італ. Liberator et Pater Patriae).

### Служба в імператора
У званні адмірала Доріа командував кількома експедиціями проти турків, захопив Короні і Патри (1532), разом з імператором брав участь в захопленні Тунісу (1535). Карл V знайшов в Доріа неоцінимого помічника в своїй боротьбі з Франциском I, через Доріа він розповсюдив вплив імперії на всю Італію.
Коли в 1538 році Доріа зазнав нищівної поразки від османського флоту Хайр-ад-Діна Барбаросси в битві при Превезі, це розцінили як випадковість і пояснювали це його нелюбов'ю до венеційців, флот яких найбільше постраждав під час цієї невдалої битви. У 1541 році Доріа брав участь в невдалій військовій кампанії Карла V в Алжирі. Він врятував від остаточної загибелі армію і флот імператора, всупереч його пораді здійснити похід проти Алжиру. Протягом наступних п'яти років продовжував служити в імператора, брав участь в кількох війнах.

### Останні роки життя

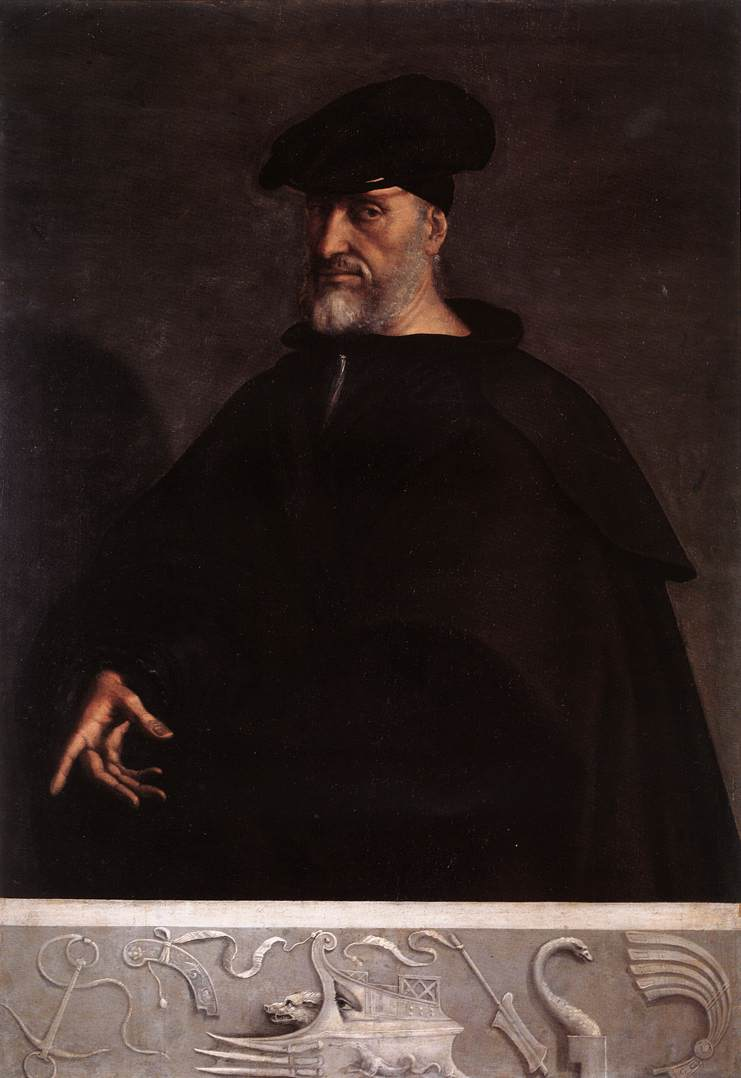
Андреа Доріа. Портрет Себастьяно дель Пйомбо

Після укладання в 1544 році мирної угоди в Крепі між Франциском I і Карлом V Доріа перейшов до управління країною. Зарозуміла поведінка племінника Джанеттіно Доріа (Giannettino Doria), могутність і багатство самого Доріа привела до появи ворогів. У 1547 році представники стародавнього генуезького роду Фієскі на чолі з Джан Луїджі Фієскі і інші представники знаті організували проти Доріа змову (т. зв. Змова Фієскі). Племінник Доріа був убитий, проте сама змова закінчилася провалом. Багато його учасників жорстоко переслідувалися, деякі були страчені або позбавлені своїх земельних володінь. Доріа також брав участь у вбивстві помічника Фієскі П'єра Луїджі Фарнезе, герцога Парми і П'яченци. Надалі були організовані інші змови проти Доріа, найзначнішим з яких в 1548 році керував Джуліо Чибо (Giulio Cybo), але всі вони були придушені. Йоганн Фрідріх Шиллер присвятив цим подіям п'єсу «Змова Фієско в Генуї» (1783), яка стала джерелом крилатих висловів, зокрема, «Мавр зробив свою справу, мавр може йти».
Попри жорстку політику проти своїх супротивників, яку проводив Доріа, він виступав за інтереси республіки. Наприклад, успішно протистояв спробам імператора побудувати в Генуї фортецю з гарнізоном іспанських солдатів. У віці 84 років він знову вийшов в море для боротьби з піратами, хоч і невдало. У 1552 році турецький флот під командуванням Тургут-реїса розбив іспано-італійський флот імператора під командуванням Доріа біля в битві біля острова Понца. У 1553 році Франція за підтримки османського флоту вторглась на генуезьку Корсику і Доріа був вимушений знову вступити в боротьбу з нею. 1553–55 роки він провів в битвах з французами на острові.
У 1555 році Доріа повернувся до Генуї. Через похилий вік передав командування флотом синові убитого племінника Джованні Андреа Доріа, який вирушив в експедицію проти Триполі, але в 1560 році вщент програв османському флоту битву біля Джерби, під час якої ледь не позбувся життя.
У 1560 році Доріа помер, заповівши свої статки Джованні Андреа Доріа.

## Пам'ять
Ім'ям Доріа названо кілька військових кораблів, побудованих в Італії і США.
Ім'я Доріа є складовою назви генуезької футбольної команди Сампдорія.